# La viuda negra
La viuda negra és una pel·lícula mexicana dirigida per Arturo Ripstein, basada en l'obra teatral Debiera haber obispas de Rafael Solana. a ser filmada en 1977 però, a causa de la censura, no va ser estrenada fins al 18 d'agost de 1983. Aquesta pel·lícula és protagonitzada per Isela Vega i Mario Almada.

## Argument
En un petit poble de Mèxic es viuen les intrigues i els secrets: Matea (Isela Vega) és una òrfena que assisteix al capellà, el Pare Feliciano (Mario Almada), en la seva parròquia. El metge del poble intenta seduir-la però fracassa i procedeix a difamar-la escampant el rumor que Matea manté relacions amb el capellà. El poble li creu i exigeix al capellà que l'acomiadi; ell es nega i es tanca amb Matea. Durant el tancament viuen un apassionat amor, encara que la fatalitat arriba i el capellà mor davant la indiferència del metge i del poble. Matea es converteix en una espècie de sacerdotessa a la qual coneixen com la “vídua negra”.

## Repartiment
- Isela Vega... Matea Gutiérrez
- Mario Almada... Padre Feliciano
- Sergio Jiménez... Doctor Gerardo Saldívar
- Hilda Aguirre... Úrsula
- René Casados
- Leonor Llausás
- Ana Ofelia Murguía

## Premis i reconeixements
Premi Ariel (1984)
| Categoria                  | Persona                                            | Resultat   |
| -------------------------- | -------------------------------------------------- | ---------- |
| Millor director            | Arturo Ripstein                                    | Nominat    |
| Millor actriu              | Isela Vega                                         | Guanyadora |
| Millor actor               | Mario Almada                                       | Nominat    |
| Millor Guió Cinematogràfic | Vicente Armendáriz Ramón Obón Francisco del Villar | Nominats   |
| Millor Edició              | Rafael Ceballos                                    | Nominat    |
| Millor Ambientació         | Carlos Grandjean                                   | Nominada   |

## Comentaris
El sexenni del president José López Portillo, sens dubte, serà recordat com un dels més vergonyosos en la història del cinema mexicà, ja que no es va conformar amb desmembrar l'estataliyzació del cinema duta a terme a penes tres anys enrere. Diversos recursos es van utilitzar per a exercir la censura, sent el cas més sonat el de La víuda negra, d'Arturo Ripstein (1977), cinta que narra els enamoriscaments d'un capellà amb la seva majordoma. Basada en l'obra teatral Debiera haber obispas, se la va considerar poc apta, per la qual cosa la decisió va ser simple: vetar-la.
En una entrevista amb la llavors titular de la naixent Direcció de Ràdio, Televisió i Cinematografia, Margarita López Portillo, ella va declarar el següent: «És una pel·lícula ben feta, molt bona, però té tal quantitat de ...per al poble, per la seva agressivitat, crec que seria aquest el primer a rebutjar-la. No és una pel·lícula que jo contingui, és una que no crec que el poble estigui capacitat per a veure-la, per la quantitat d'agressió que té el film. Si en el pròxim sexenni la volen ensenyar, que l'ensenyin, jo per part meva prefereixo guardar-la» (dixit). No fe estrenada fins a 1983, després d'infligir-li un parell de talls.